# Agnelle Bundervoët
Agnelle Bundervoët   (Embèrt, 12 d'octubre de 1922 - Vaucresson, 14 de febrer de 2015) va ser una pianista i compositora, considerada una de les millors pianistes franceses del segle xx.

## Vida i carrera
Agnelle Bundervoët va néixer a Puy de Dôme, Ambert, França. El seu pare, que tenia una carrera militar a l'exèrcit francès, era d'origen flamenc. Després d'incorporar-se al Conservatori de Marsella, ingressa al Conservatori Nacional Superior de París als 10 anys per inscriure's més tard a les classes impartides pels seus mestres Lazare Lévy, Jacques de La Presle, Maurice Hewitt i Marcel Dupré. Malgrat l'acomiadament de Lazare Lévy pel govern de Vichy durant la guerra, Agnelle va continuar els seus estudis al Conservatori i es va adjudicar el seu premi el 1942. Va guanyar el primer premi sis vegades.
El 1944, el seu pare va morir sense haver-se recuperat del seu temps passat en un campament de presó alemany i el seu germà, Henri, va morir quan va perdre el control del seu avió sobre el canal de la Manega. Aquest mateix any, Agnelle es va casar amb Lucien Pavillet, graduat per "l'École Polytechnique", amb el qual va tenir tres fills.

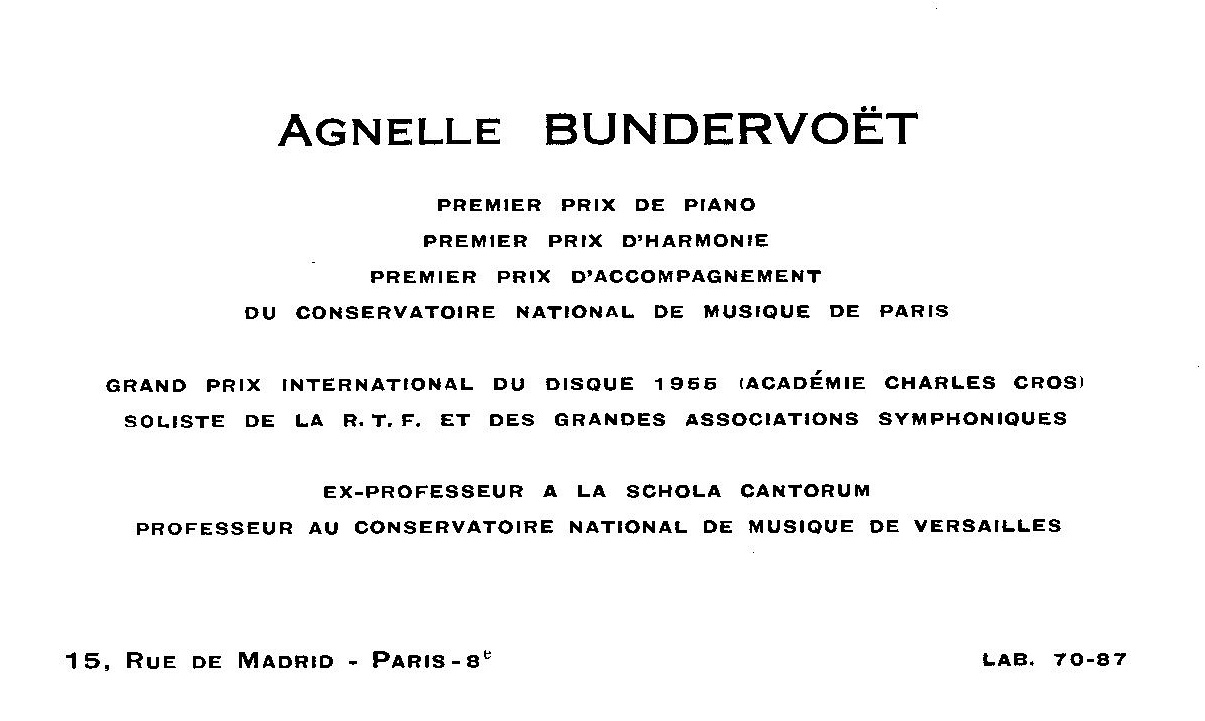
Trageta de visita de Bundervoët

Després de la guerra, Bundervoët es va convertir ràpidament en solista de les grans orquestres simfòniques sota els millors directors de la seva època, entre ells Paul Paray, Eugène Bigot, Charles Bruck i Pierre-Michel Le Conte. Alexis Roland-Manuel va escollir durant diversos anys la seva transmissió en directe sobre "France Musique", Plaisir de la Musique.
Va rebre el "Grand Prix International du Disque (Académie Charles-Cros)" amb un recital de Johann Sebastian Bach publicat per Ducretet Thomson. La seva extraordinària interpretació de La Chaconne dona lloc a debats apassionats entre musicòlegs i crítics. Com a resultat, és invitada exclusivament per Decca a França a produir tres LPs, Liszt, Brahms i Schumann. Va ensenyar a "Le Conservatoire National de Versailles" als anys vuitanta.
Bundervoët es va divorciar el 1956 i, a finals dels anys cinquanta, va començar una relació a llarg termini amb l'egiptòleg Maurice Braun, amb qui va viatjar a Egipte i a altres zones del món. Va morir el 14 de febrer de 2015 a Vaucresson, França. El seu nom es va donar com Agnelle Bundervoët Braun.